# Kloster Sankt Johanniszelle unter Wildberg
Kloster St. Johanniszelle unter Wildberg  war ein ehemaliges Kloster in Bad Königshofen in Bayern in der Diözese Würzburg. Es bestehen unterschiedliche Auffassungen dazu, ob es den Zisterzienserinnen oder den Benediktinerinnen zuzuordnen ist. 

## Geschichte
Das der Heiligen Maria und St. Johannes Evangelist geweihte Kloster wurde vor 1209 durch Pfalzgräfin Gertraud bei Rhein gegründet. Michael Wieland nimmt an, dass es sich bei ihr um die Witwe von Hermann von Stahleck handelt und demnach die Gründung des Klosters im Zeitraum zwischen 1182 und 1201 stattgefunden haben muss. Weitere Mittel und Rechte erhielt das Kloster insbesondere von den Herren von Wildberg, namentlich darunter besonders von Konrad von Wildberg, der 1293 Vogteirechte übertrug und auch in der Sepultur des Klosters bestattet werden wollte. 
Nach der so genannten Ebracher Handschrift aus dem 14. Jahrhundert rechnet Michael de Leone St. Johanniszelle zu den Benediktinerinnenklöstern. Der Chronist der fränkischen Zisterzienserklöster Joseph Agricola zählt es dagegen zu den Zisterzienserklöstern, ab 1660 zu den Klöstern der Zisterzienserinnen. Eine formelle Aufnahme des Klosters bei den Zisterziensern ist wohl nicht nachzuweisen, ebenso konnte kein Weisungsrecht des Abtes von Maria Bildhausen belegt werden. Es wird daher derzeit angenommen, dass es sich um einen benediktinischen Frauenkonvent handelte, der zeitweise nach den strengeren Regeln von Cîteaux lebte.
1555 verstarb die letzte Äbtissin Ursula von Herbelstadt im Kloster. Die Säkularisation erfolgte zusammen mit dem Hochstift Würzburg. Das Kloster fiel an die fürstbischöfliche Mensa.
Das Kloster lag etwa in Höhe des Johanneshofes an der Straße von Sulzfeld nach Bad Königshofen.

### Äbtissinnen (Auswahl)
- Ende 12. Jahrhundert: Hedwigis
- 1358: Bertha von Grimmelshausen
- 1379: Elisabeth Truchsessin (= Truchseß von Wetzhausen)
- 1417: Sophia Schottin (= Schott von Schottenstein)
- 1441: Katharina Schottin
- 1444: Elisabeth Truchsessin
- 1446–1460: Elisabeth (Else) von Maßbach (seit 1441 Priorin)
- 1472–1502: Katharina Zollnerin (= Zollner von Rottenstein, seit 1455 Priorin)
- 1502–1540: Dorothea Zollnerin
- 1540–1555: Ursula von Herbilstadt (1550 allein im Kloster, † 1555)